# Communication interspécifique

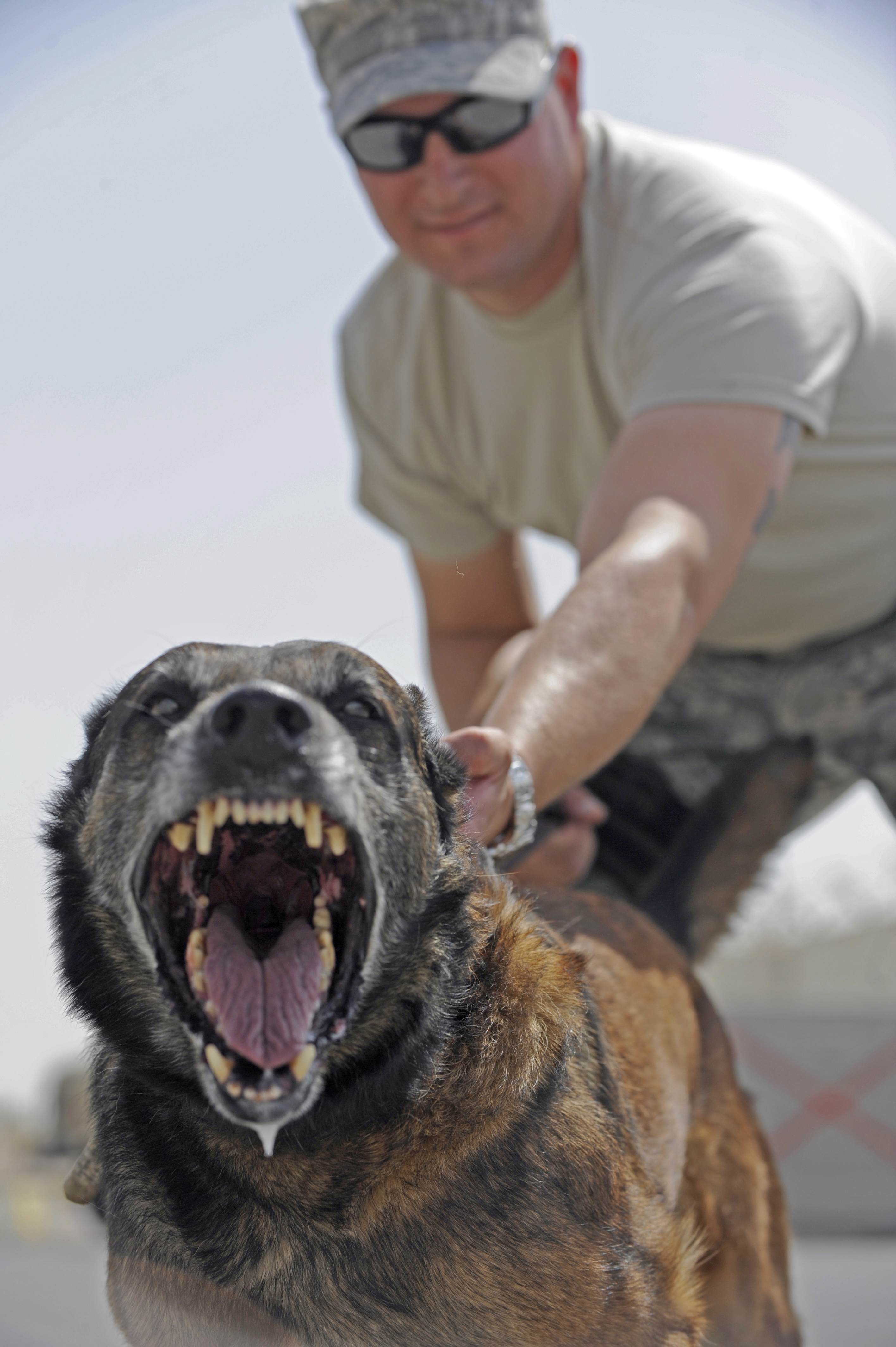
Exemple de communication interspécifique : ce chien adresse un signal de menace à un être humain.

Une communication interspécifique, ou communication inter-espèces, est une communication entre des êtres vivants appartenant à deux espèces différentes.
Il s'agit d'un mode de communication analogique. Les êtres humains comprennent en général assez facilement les signaux envoyés par d'autres mammifères terrestres. La sémiotique permet d'appréhender l'étude de la communication interspécifique.
L'étude de la communication animale est un domaine en plein essor aussi bien en Europe qu'aux États-Unis.

## Communication entre espèces

### Humains et primates
Dans les années 1970, la primatologue Sue Savage-Rumbaugh a étudié les primates au Georgia State University's Language Research Center (LRC), et plus récemment à l'Iowa Primate Learning Sanctuary. En 1985, en utilisant des symboles, un clavier et un écran ainsi que d'autres technologies informatiques, elle a effectué un travail de fond avec Kanzi, un singe bonobo (P. paniscus). Ses études ont contribué de façon significative à l'ensemble des recherches concernant l'apprentissage du langage des primates non-humains, en explorant le rôle du langage et de la communication dans les mécanismes de l'évolution. Ces recherches ont connu un succès médiatique considérable, mais les performances de chimpanzés et des bonobos présentent un certain nombre de limitations sur le plan structurel et sur le plan fonctionnel.

### Humains et mammifères autres que primates

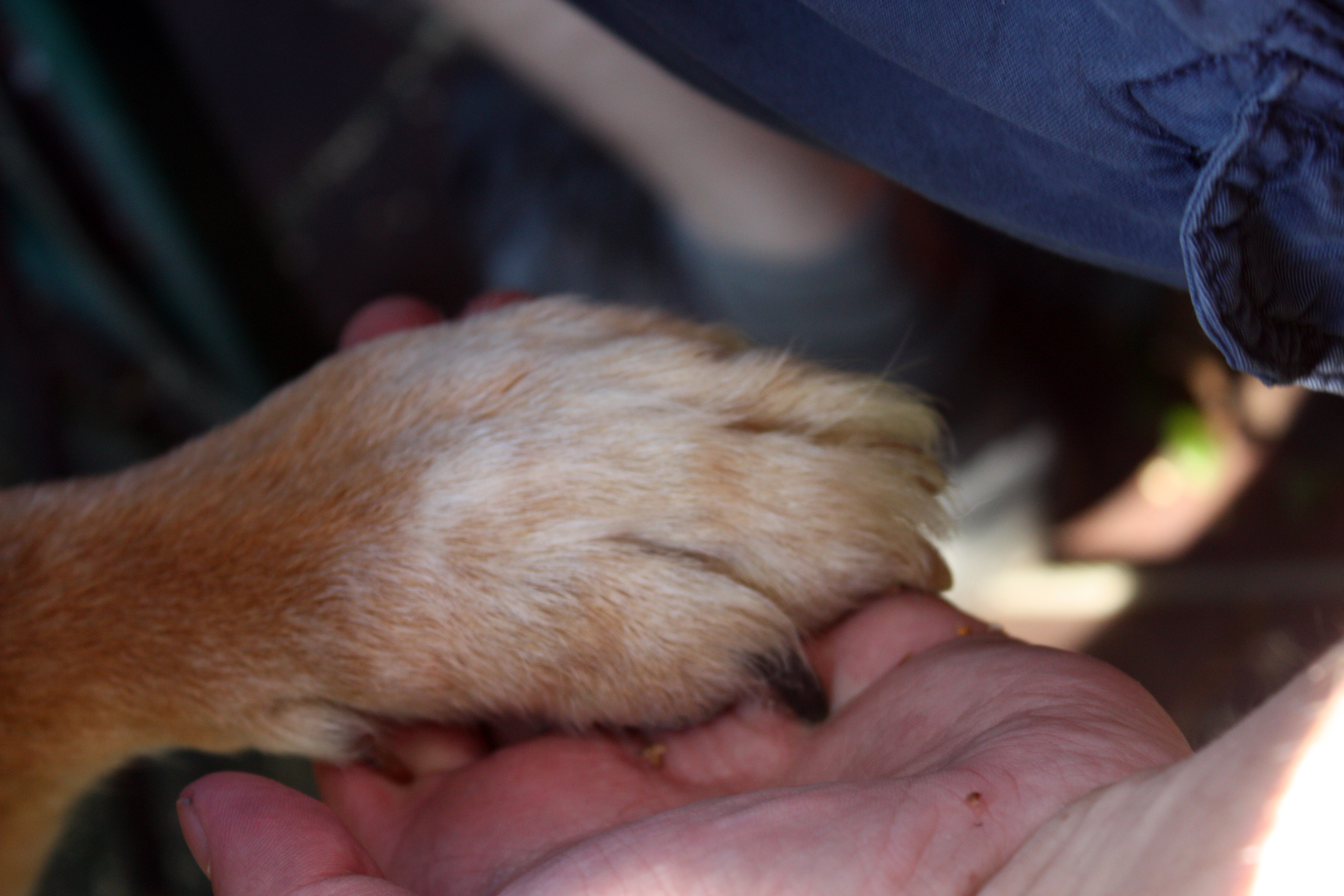
Exemple de communication non verbale entre un chien et un humain.

Un exemple de communication interspécifique entre le chien et l'être humain est l'envoi d'un signal de menace par le chien : lorsqu'il grogne et montre ses dents, ce signal étant compris et identifié comme une menace par l'être humain. Un autre exemple est la mobilisation de la queue du chat. Le chat la maintient haut s'il veut démontrer une intention amicale envers un être humain, alors qu'il fouette l'air de plus en plus vite pour lui communiquer sa contrariété.
Il existe d'autres exemples de communications interspécifiques, comme celles entre l'être humain et le cheval. La dresseuse de chevaux Linda Tellington-Jones, spécialiste de  l'éducation et de la santé des chevaux, des chiens, des chats et des petits animaux, a reçu en 2008 une chaire de communication inter-espèces et un doctorat honorifique en philosophie de la Sagesse par l'Université de San Francisco.

### Dauphins et beluga
Les dauphins et les belugas sont capables d'apprendre et de reproduire les sons de l'autre espèce.

### Plantes et micro-organismes
Un exemple typique de communication inter-espèce dans le domaine végétal est celui de la coopération entre les membres du genre Rhyzobium et les légumineuses, qui apporte à la plante la fixation de l'azote.